# 梵網経 (パーリ)
『梵網経』（ぼんもうきょう、巴: Brahmajāla-sutta, ブラフマジャーラ・スッタ）とは、パーリ仏典経蔵長部に収録されている第1経。
経名の「梵網」とは「聖なる網」の意で、経中に「六十二見」として古代インド当時の思想的あり方が網羅されていることに因む。
類似の漢訳経典として、『長阿含経』（大正蔵1）の21経「梵動経」、及び『梵網六十二見経』（大正蔵（阿含部）21）がある。

## 構成

### 登場人物
- 釈迦
- スッピヤ --- 遊行者
- ブラフマダッタ --- スッピヤの弟子

### 場面設定
ある時、釈迦が500人の比丘と共に、ナーランダからラージャガハ（王舎城）へと移動していた。
すると同じ道を歩いていた遊行者スッピヤが、ブッダを誹謗した。（弟子のブラフマダッタは対照的にブッダに敬意を払った。）
その様子を見た比丘たちが騒ぎ始めると、釈迦が現れ、比丘たちを諭すように話を始める。
まず、それぞれ10箇ある小・中・大の3種の戒（小は十善戒・十戒に相当）が述べられ、続いて外道の見解「六十二見」（と、それらを超克し、解脱する仏道の立場）が述べられていく。

## 日本語訳
- 『南伝大蔵経・経蔵・長部経典1』（第6巻） 大蔵出版
- 『パーリ仏典 長部（ディーガニカーヤ）戒蘊篇I』 片山一良訳 大蔵出版
- 『原始仏典 長部経典1』 中村元監修 春秋社